# Tangelo Park
Tangelo Park – jednostka osadnicza w Stanach Zjednoczonych, w stanie Floryda, w hrabstwie Orange.